# Coupe d'Irlande de football 1930-1931
Navigation
Édition précédente Édition suivante
La Coupe d'Irlande de football 1930-1931 , en anglais The Football Association of Ireland Challenge Cup, est la 10e édition de la Coupe d'Irlande de football organisée par la Fédération d'Irlande de football. La compétition commence le 28 décembre 1930, pour se terminer le 9 mai 1931. Les Shamrock Rovers remporte pour la quatrième fois la compétition en battant en finale le Dundalk Football Club, après un match d'appui. C'est la troisième victoire consécutive des Rovers dans la compétition.

## Organisation
La compétition rassemble les dix clubs évoluant dans le championnat d'Irlande auxquels s'ajoutent cinq clubs évoluant dans les championnats provinciaux du Munster et du Leinster : Cork Bohemians, St.Vincent's, Edenville et Rossville.

## Premier tour
Les matchs se déroulent les 28 décembre 1930 et 10 et 11 janvier 1931. Les matchs d'appui ont lieu le 15 janvier.
| Club recevant                    | Score | Club visiteur                    | Date             |
| -------------------------------- | ----- | -------------------------------- | ---------------- |
| Cork Bohemians Football Club     | 3-2   | Drumcondra Football Club         | 28 décembre 1930 |
| Shamrock Rovers                  | 2-1   | Shelbourne Football Club         | 10 janvier 1931  |
| Cork FC                          | 0-0   | Bohemian FC                      | 11 janvier       |
| Dolphin Football Club            | 3-2   | Brideville FC                    | 11 janvier       |
| Dundalk FC                       | 4-2   | Jacob's Football Club            | 11 janvier       |
| Saint James's Gate Football Club | 2-2   | Bray Unknowns                    | 11 janvier       |
| Bray Unknowns                    | 4-3   | Saint James's Gate Football Club | 15 janvier       |
| St.Vincent's                     | 1-3   | Edenville                        | 11 janvier       |
| Waterford United                 | 5-3   | Rossville                        | 11 janvier       |

## Deuxième tour
Les matchs se déroulent les 7 et 8 février 1931.
| Club recevant    | Score | Club visiteur                | Date           |
| ---------------- | ----- | ---------------------------- | -------------- |
| Bohemian FC      | 5-1   | Edenville                    | 7 février 1931 |
| Dundalk FC       | 3-1   | Cork Bohemians Football Club | 8 février      |
| Shamrock Rovers  | 5-1   | Bray Unknowns                | 8 février      |
| Waterford United | 2-3   | Dolphin Football Club        | 8 février      |

## Demi-finales
| Première demi-finale | Dundalk Football Club | 1-1 | Dolphin Football Club | Iveagh Grounds, Crumlin, Dublin |  |
| 8 mars 1931          | Slowey(pen)           |     | Carroll               |                                 |  |

| Première demi-finale - match d'appui | Dundalk Football Club  | 3-1 | Dolphin Football Club | Dalymount Park, Dublin |  |
| 11 mars 1931                         | Donnelly McCourt Hirst |     | Somers                |                        |  |

| Deuxième demi-finale | Shamrock Rovers Football Club | 3-0 | Bohemian Football Club | Shelbourne Park, Dublin |  |
| 28 mars 1931         | Paddy Moore (3)               |     |                        |                         |  |

## Finale
La finale a lieu le 18 avril 1931. Elle se déroule devant 20 000 spectateurs rassemblés dans le Dalymount Park à Dublin. Les deux équipes n'arrivent pas à se départager et terminent le match sur le score de 1 but partout. Le match d'appui se déroule au même endroit deux semaines plus tard, le 9 mai. Les Shamrock Rovers l'emporte un but à zéro sur Dundalk.
| Finale        | Shamrock Rovers Football Club | 1-1 | Dundalk Football Club | Dalymount Park, Dublin |                      |
| 18 avril 1931 | Paddy Moore 84e               |     | McCourt 30e           | Spectateurs : 20 000   | Spectateurs : 20 000 |

| Finale - match d'appui | Shamrock Rovers Football Club | 1-0 | Dundalk Football Club | Dalymount Park, Dublin |                      |
| 9 mai 1931             | Paddy Moore                   |     |                       | Spectateurs : 10 000   | Spectateurs : 10 000 |